# Gai (prevere)
Gai (en llatí Gaius) fou prevere a Roma. Va viure circa l'any 310. Més tard va ser elegit bisbe dels gentils que segurament significava que va ser enviat com a missioner per formar una nova església.
A Roma va participar en una coneguda disputa amb Procle, defensor de l'heretgia montanista i posteriorment va publicar una transcripció de la discussió en forma de diàleg, segons diu Eusebi de Cesarea.
També va escriure una obra contra l'heretgia d'Artemó. Segons Eusebi de Cesarea i Teodoret de Cir encara va escriure una altra obra amb el títol de Λαβύρινθος ("Labírinthos", laberint), que sembla que també anava dirigida contra Artemó.
Foci li atribueix una obra que portava per títol Περὶ τῆς παντὸς οὐσίας ("Peri tes pantós ousías", sobre totes les essències), que alguns autors consideren que és la mateixa obra que Περὶ τῆς παντὸς que normalment s'atribueix a Hipòlit de Roma i que encara es conserva. Va negar que l'Epístola als Hebreus fos escrita per Pau apòstol, i només comptava 13 epístoles escrites per Pau.